# Juan Pablo Carrizo
Juan Pablo Carrizo (Villa Constitución, 6 mei 1984) is een Argentijns voetbaldoelman. Hij verruilde in 2013 SS Lazio voor Internazionale. Hij debuteerde in 2007 in het Argentijns voetbalelftal.

## Clubcarrière
Carrizo maakte op 29 januari 2006 zijn profdebuut voor River Plate, tegen Tiro Federal. In drie seizoenen keepte hij 69 wedstrijden voor de club. In juli 2008 verkocht River Plate Carrizo voor 7,5 miljoen euro aan SS Lazio. De deal had een jaar eerder moeten gebeuren, maar de transfer ging toen niet door omdat er problemen waren met Carrizos visum. Na een 1-4 nederlaag op 25 januari 2009 thuis tegen Cagliari, besloot Delio Rossi om Fernando Muslera een kans te geven. Carrizo was niet opgezet met zijn degradatie tot bankzitter en uitte zijn woede in de media, wat hem op een boete kwam te staan van het Lazio-bestuur van € 20.000. In juli 2009 werd besloten om Carrizo een jaar uit te lenen aan Real Zaragoza. In juli 2010 werd hij opnieuw uitgeleend, ditmaal aan zijn ex-club River Plate. In januari 2012 werd hij voor zes maanden uitgeleend aan Catania.
Op 31 januari 2013, de laatste dag van de winterse transferperiode, verkocht Lazio Carrizo aan Internazionale. Hier moest hij gaan concurreren met Luca Castellazzi om de plek van tweede doelman. Hij debuteerde op 10 maart 2013 voor Inter, tegen Bologna. Tijdens zijn eerste drie seizoenen bij de club speelde hij zes competitiewedstrijden, vier bekerwedstrijden en negen keer in de UEFA Europa League. In juni 2015 verlengde hij zijn contract bij Inter tot medio 2017.

## Interlandcarrière
Carrizo debuteerde voor het Argentijns nationaal elftal op 18 april 2007 tegen Chili. Toen Diego Maradona bondscoach werd in 2009, was hij eerste doelman van Argentinië. Nadien koos Maradona voor Sergio Romero.

## Erelijst
| Competitie                          |             |             |             |             |
| Competitie                          | Aantal      | Jaren       |             |             |
| River Plate                         | River Plate | River Plate | River Plate | River Plate |
| ----------------------------------- | ----------- | ----------- | ----------- | ----------- |
| Primera División (Winnaar Clausura) | 1x          | 2008        |             |             |
| Lazio                               |             |             |             |             |
| Coppa Italia                        | 1x          | 2008/09     |             |             |

1 Abbondanzieri ·
2 Ayala  ·
3 Díaz ·
4 Ibarra ·
5 Gago ·
6 Heinze ·
7 Palacio ·
8 Zanetti ·
9 Crespo ·
10 Riquelme ·
11 Tévez ·
12 Carrizo ·
13 González ·
14 Mascherano ·
15 G. Milito ·
16 Aimar ·
17 Burdisso ·
18 Messi ·
19 Cambiasso ·
20 Verón ·
21 D. Milito ·
22 Orión ·
Coach: Basile
1 Carrizo ·
2 Garay ·
4 Zabaleta ·
4 Burdisso ·
5 Cambiasso ·
6 G. Milito ·
7 Di María ·
8 Zanetti ·
9 Higuaín ·
10 Messi ·
11 Tévez ·
12 Andújar ·
13 Pareja ·
14 Mascherano  ·
15 Biglia ·
16 Agüero ·
17 Rojo ·
21 Pastore ·
19 Banega ·
20 Gago ·
21 Lavezzi ·
22 D. Milito ·
23 Romero ·
Coach: Batista